# Nja Mahdaoui
Nja Mahdaoui (arabe : نجا المهداوي), né le 20 juillet 1937 à Tunis, est un plasticien et calligraphe tunisien.

## Biographie
Après des études au lycée Alaoui de Tunis, il est remarqué par Ricardo Avérini, directeur du Centre Dante-Alighieri de Tunis. Diplômé de l'Académie des arts de Sant'Andrea en 1967, il entre en résidence à la Cité internationale des arts pour deux ans, grâce à une bourse du gouvernement tunisien, et étudie à l'École du Louvre,,. Proche du mouvement Informel et de Michel Tapié, il rencontre Lucio Fontana, Sam Francis, Antoni Tàpies et Isidore Isou ; il expose en outre avec Inshō Dōmoto, Toshimitsu Imaï ou Hossein Zenderoudi (en).
Inspiré par la tradition de la calligraphie arabe, il travaille sur multiples supports comme la toile, le papier, le parchemin, le papyrus, l'aluminium, le textile et la sculpture.
Durant sa carrière, il participe notamment à la décoration des pavillons royaux des aéroports de Djeddah et Riyad en Arabie saoudite, à l'habillage extérieur de quatre avions de Gulf Air à l'occasion de ses cinquante ans et de la mosquée du campus de l'université des sciences et technologies du roi Abdallah à Djeddah.

## Expositions et collections
Il participe à de nombreuses expositions, notamment au British Museum, à la galerie Saatchi, au musée national d'Écosse, au musée national d'Art africain, au musée de l'Ermitage, à l'Institut du monde arabe ou à la Bibliothèque nationale de France,. Par ailleurs, ces œuvres se trouvent dans diverses collections dont :
- le British Museum, Londres[2] ;
- la Smithsonian Institution, Washington[2] ;
- le Mathaf, Doha[2] ;
- l'Institut du monde arabe, Paris[2] ;
- l'Institut des cultures arabes et méditerranéennes, Genève[4].

## Distinctions
Il reçoit le Grand Prix de l'Unesco pour l'artisanat du monde arabe en 2005, le Grand Prix des arts et des lettres de Tunisie en 2006 et le Global Art Award en 2017.